# 島津忠直
岛津忠直（16世纪—1604年8月1日）是战国时代到江户时代初期的武将。上杉氏家臣，信浓国水内郡长沼城主。岛津长忠之子。通称喜七郎、淡路守。号下下斋、月下斋、昔忠。
信浓岛津氏是萨摩岛津氏的庶流。信浓国的国人。信浓岛津氏长沼家可以追溯到岛津家创始人岛津忠久的三子岛津忠直（镰仓前期人物，信浓国岛津忠直与他同名），具体世系现在不可考。

## 生平
忠直据有信浓国北部的水内郡长沼城，曾与村上氏、高梨氏等国人共同抵挡武田信玄的侵攻，然而不敌，于弘治3年（1557年）逃亡越后国成为上杉谦信的家臣。天正10年（1582年）甲斐武田氏灭亡后，新领有北信浓的森长可曾经强行要求他加入麾下，被忠直拒绝，并联手芋川亲正等人一同反抗。本能寺之变后森长可败退，上杉家趁机吞并北信浓领地。忠直借此机会回到了长沼城。
之后把家督之位让与嫡男义忠。庆长3年（1598年）随上杉家移封会津之际，离开了信浓，被赋予陆奥长沼城。同年嫡男义忠死去，迎接岩井信能的次男・利忠为义忠的女婿继承家督。
庆长9年（1604年）8月1日去世。戒名忠广院殿嶋全翁大居士。